# خط توأمان
خط توأمان شیوه‌ای تفننی در خوشنویسی ایرانی بوده‌است که در آن از ترکیب کلمات و حروف، صورت انسان یا حیوانات یا نوشته‌ای جدید تشکیل می‌شود.
ابتکار این خط مربوط خوشنویس و شاعر خوش قریحه اواخر سده نهم و اوایل دهم هجری مجنون  پسر کمال‌الدین محمود رفیقی (درگذشت ۹۵۱ ه‍. ق) می‌دانند که به واسطه آنکه گاهی به دست چپ کتابت می‌کرد و گاهی نیز کلمات را از چپ به راست و وارونه می‌نوشت و همه تذکره نویسان معتقدند که در چپ‌نویسی کسی به‌قدرت او نیامده است از این رو معروف به «مجنون چپ‌نویس» بود.
خط توأمان نوعی پازل و بازی بصری با خط و حروف است که از ترکیب متقابل یا دوطرفه نوشته‌ها یا خطوط غیرقابل خواندن حروف قابل خواندن یا اشکالی از انسان یا حیوانات پدید آورند. این خط تفننی را که بیشتر توسط مبتکر آن کار شده را می‌تواند از ریشه‌های اولیه نقاشیخط امروزی محسوب شود.

## توصیف خط توأمان از زبان مبتکر آن
مجنون رفیقی هروی در رساله تألیف خود به نام «خط و سواد» ضمن ارائه شرح حال خود در باره این ابداعش که آن را مزید بر اختراعات قبلی خود می‌داند نوشته: «قداخترعت اختراعاً خطاً غریباً من المعکوس مشکلاً به‌شکل الانسان و غیره وسمّیته بالتوامان فقسمته صورتین متشابهین المتقابلین برین صورت
| توامان مخترع مجنون است |  | کز قلم چهره گشائیها کرد |
| تا شدم مخترع و صورتکش  |  | خطکم صورتکی پیدا کرد»   |

## توصیف خط توأمان از زبان دیگران
در توصیف چگونگی این خط یا روش تفننی خوشنویسی، دیگران هم مطالبی آورده‌اند که کمی متفاوت است:
- تحفهٔ سامی (یا تذکرة سامی) تألیف سام میرزا صفوی، دومین پسر شاه اسماعیل اول  تالیف شده در حدود سال ۹۲۹ خورشیدی (برابر با ۹۵۷ قمری و /۱۵۵۰ میلادی) اختراع آن را به مجنون رفیقی هروی نسبت داده و می‌گوید که او «از خوش طبعان هرات است و در خط چپ بی بدل بود و خط دیگر اختراع کرده بود و آن را توأمان نام نهاده بود» و در باره این خط می‌نویسد: «و صورت آن خط چنان بود که در دو صورت خط در او خوانا بود»[۱]»

با توصیف سام میرزا خط توأمان خطی است که حروف سیاه و فضای باقی‌مانده سفید هر دو قابل خواندن و دارای معنی باشد.
- گلستان هنر تألیف قاضی احمد منشی قمی تالیف شده در سال ۱۰۰۶ هجری قمری درباره خط توأمان نوشته: «از ترکیب کلمات آن صورت انسان و حیوان بهم می‌رسید و از جمله این مصراع را: نرخ شکر و قند شکست از شکرستان از دو طرف نوشته بود، به صورت سه چهار آدمی که بر زبر یکدیگر بوده باشند و صورت و خط هر دو در کمال خوبی و مرغوبی بود.»[۲]

براساس این توصیف خط توأمان بسیار شبیه به خط طغرا و انواع خطوط تفننی که از ترکیب حروف، شکلی مانند مرغ بسمله و مانند آن تولید می‌شود بوده است.
- فرهنگ آنندراج تألیف شده، در ۱۲۶۷ خورشیدی (برابر با ۱۳۰۶ قمری و ۱۸۸۸ میلادی) نوشته: «خط توأمان به اصطلاح خوش نویسان آنست که بر دو ورق صفحهٔ کاغذ نقوش مختلف کشند که هرگاه هر دو صفحه را روی هم گذارند، صورت حرف برنگ سفید از آن نمایان شود.

| دهم یاد هم آغوشی بآن طفل |  | که مکتوبم بخط توأمان است» |

طبق این تعریف این در این روش، خطوطی که قابل خواندن نیستند بر روی دو ورق مجزا نقش می‌بندند و چنانچه آأنها را بر روی هم قرار داده و در مقابل نور قرار دهند فضای سفید بین خطوط دو ورق نوشته‌ای را نمایان می‌سازد.